# Oskar Stachnik
Oskar Stachnik (né le 1er mars 1998) est un athlète polonais, spécialiste du lancer du disque.

## Carrière
Avec le disque de 1,75 kg, il bat son record personnel, en 62,83 m, pour remporter la médaille d'argent lors des Championnats du monde juniors 2016 à Bydgoszcz. L'année suivante, il remporte le titre européen junior à Grosseto avec une marque de 62,01 m, son meilleur lancer de la saison.

## Palmarès
| Date | Compétition                   | Lieu      | Résultat | Marque  |
| ---- | ----------------------------- | --------- | -------- | ------- |
| 2016 | Championnats du monde juniors | Bydgoszcz | 2e       | 62,83 m |
| 2017 | Championnats d'Europe juniors | Grosseto  | 1er      | 62,01 m |
| 2019 | Championnats d'Europe espoirs | Gävle     | 3e       | 60,01 m |

## Records
| Épreuve          | Temps   | Lieu | Date        |
| ---------------- | ------- | ---- | ----------- |
| Lancer du disque | 60,61 m | Łódź | 26 mai 2019 |